# Тибо II (граф Бара)
Тибо II (фр. Thiébaut II de Bar; нем. Theobald II von Bar; ок. 1221 — октябрь 1291, битва при Газе), граф Бара и сеньор Муссона с 1239, сын Генриха II, графа Бара, и Филиппы де Дрё, дочери Роберта II, графа де Дрё, представитель Монбельярского дома.

## Биография
В 1239 году отец Тибо был убит во время крестового похода Тибо IV в битве при Газе и он унаследовал графство Бар. Однако сам Тибо II узнал о смерти отца только через год, в 1240 году. Поскольку он считался несовершеннолетним, регентом в графстве до 17 марта 1242 года была его мать Филиппа де Дрё.
Пользуясь молодостью Тибо, герцог Лотарингии Матье II стремился восстановить захваченные Генрихом II земли и начал поднимать войска без вступления в войну. Матье и Тибо удалось заключить договор, подписанный 23 июля 1245 года. Этот договор открыл сотрудничество и мир между Лотарингией и Баром, которые длились несколько десятилетий, несмотря на споры в 1256 году вокруг крепости Сен-Илермон вблизи Нёфшато.
В 1240 году сестра Тибо Маргарита вышла замуж за графа Люксембурга Генриха V. В приданое он получил сеньорию Линьи-ан-Барруа в графстве Бар с условием, что она будет зависеть от графов Бара. Однако это не помешало Генриху в 1256 году принести оммаж за Линьи графу Шампани и Бри Тибо V. Однако позже Тибо II воспользовался в 1266 году конфликтом между герцогом Лотарингии Ферри III, которого поддержал Генрих Люксембургский, и епископом Меца Гильомом де Тренель, на стороне которого выступил Тибо II де Бар. 14 сентября 1266 года состоялась битва при Прени, во время которой Генрих Люксембургский попал в плен. Арбитром выступил король Франции Людовик IX Святой, который 8 сентября 1268 года велел принести Генриху Люксембургскому оммаж за Линьи графу Тибо II.
С 1251 года Тибо участвовал в войне за наследство в графствах Эно и Фландрии после убийства графа Фландрии Гильома II де Дампьера. Жена Тибо, Жанна де Дампьер, была сестрой Гильому II и Ги де Дампьеру, который унаследовал графство после смерти брата. С другой стороны на Фландрию и Эно претендовал единоутробный брат Ги Жан I д’Авен. Тибо, как муж сестры Ги, поддержал его. 4 июля 1253 году в битве при Весткапеле Тибо был взят в плен, из которого освободился только в сентябре 1254 года.
У Тибо II были некоторые конфликты с графом Шампани Тибо V в 1258, 1265 и 1269 годах. Тибо V умер в 1270 году, и Тибо II заключил мир с его преемником, Генрихом III. Последний умер в 1274 году, оставив дочь Жанну, которая в 1284 году вышла замуж за будущего короля Франции Филиппа IV. Благодаря этому браку графство Бар оказалось в непосредственной близости от королевского домена.
Во время его правления, пользуясь растущим населением XIII века, Тибо основал несколько городов в его владениях, либо в сотрудничестве с аббатствами, или с его вассалами.

## Брак и дети
1-я жена (контракт 3 мая 1243): Жанна де Дампьер (ум. 1245/1246), дочь Гильома II, сеньора де Дампьер, вдова Гуго III, графа Ретеля. Детей не имели.
2-я жена: с 1246 Жанна де Туси (ум. 1317), дочь Жана I, сира де Туси. Дети:
- Генрих III (1259—1302), граф Бара с 1291
- Жан (ум. сентябрь 1311/октябрь 1314), сеньор де Пюизе; жена с мая 1304: Жанна де Дрё (ум. 11 апреля 1325), графиня де Брейн, дочь графа де Дрё Роберта IV и графини де Монфор Беатрис, вдова Жана IV, графа де Руси. Детей не имели.
- Тибо (ум. 26 мая 1312), князь-епископ Льежа с 1302
- Рено (ум. 4 мая 1316), епископ Меца с 1302
- Эрар (ум. 1135), монах с 1192, сеньор де Пиррпон и д'Ансервиль с 1302
- Пьер (ум. 1348/1349), сеньор де Пиррфор с 1300
- Филиппа (ум. после июня 1283); муж: Оттон IV (до 1248 — 17/26 марта 1302), пфальцграф Бургундии
- Агнес (ум. после июня 1283); муж: Матье (ум. 1282), сеньор де Боргар, сын Ферри III, герцога Лотарингии
- Мария (ум. после 1346); муж: Гобер VIII д'Апремон (ум. 10 декабря 1325), сеньор де Дюн
- Изабелла (ум. 1295/1311)
- Иоланда (ум. после 1265)
- Маргарита (ум. 1304), аббатиса Сен-Мора